# Bejiruyung
Bejiruyung är en administrativ by i Indonesien.   Den ligger i provinsen Jawa Tengah, i den västra delen av landet, 300 km sydost om huvudstaden Jakarta.